# Kammerstein
Kammerstein là một đô thị trong huyện Roth bang Bayern thuộc nước Đức.